# Калинин, Александр Сергеевич
Александр Сергеевич Калинин (1937, хутор Коротовский — 2012) — звеньевой, председатель колхоза «Путь к коммунизму» Серафимовичского района Волгоградской области. Герой Социалистического Труда (1973).

## Биография
Родился в 1937 году в крестьянской семье на хуторе Коротовском. Окончил восьмилетнюю школу на хуторе Среднецарицынском и в 1955 году — Серафимовичский техникум сельской механизации, по окончании которого трудился механиком на Верхне-Черенской МТС Клетского района. После срочной службы в Советской Армии возвратился в родной хутор, где работал механизатором, комбайнёром, механиком, заведующим мастерской, звеньевым трактористов и бригадиром комплексной бригады в колхозе «Путь к коммунизму» Серафимовичского района.
В 1970 году возглавил первое в районе безнарядное звено по выращиванию зерновых и в этом же году было получено в среднем с каждого гектара по 33,4 центнера зерновых. Опыт звена внедрялся по всей Волгоградской области. За эти выдающиеся трудовые достижения был награждён орденом Ленина в 1971 году.
Указом Президиума Верховного Совета СССР от 7 декабря 1973 года удостоен звания Героя Социалистического Труда с вручением ордена Ленина и золотой медали «Серп и Молот».
Неоднократно участвовал во Всесоюзной выставке ВДНХ в Москве.
С 1975 по 1994 год — председатель колхоза «Путь к коммунизму».
После выхода на пенсию трудился в собственном личном хозяйстве.
Скончался в 2012 году.

## Награды
- Орден Ленина — дважды (8.04.1971; 1973)
- Орден Трудового Красного Знамени (1976)